# Kammmolch-Biotop Mührgehege/Oetzendorf
Kammmolch-Biotop Mührgehege/Oetzendorf este o arie protejată (sit de importanță comunitară — SCI) din Germania întinsă pe o suprafață de 108,07 ha, integral pe uscat.

## Localizare
Centrul sitului Kammmolch-Biotop Mührgehege/Oetzendorf este situat la coordonatele 53°02′04″N 10°38′31″E / 53.0344°N 10.6419°E.

## Înființare
Situl Kammmolch-Biotop Mührgehege/Oetzendorf a fost declarat sit de importanță comunitară în ianuarie 2005 pentru a proteja 1 specie de animale.

## Biodiversitate
Situată în ecoregiunea atlantică, aria protejată conține 1 habitat natural: Lacuri eutrofice naturale cu vegetație de tip Magnopotamion sau Hydrocharition.
La baza desemnării sitului se află o specie protejată de  amfibieni: triton cu creastă (Triturus cristatus).